# The Best of Kiss, Volume 2: The Millennium Collection
The Best of Kiss, Volume 2: The Millennium Collection è una raccolta ufficiale del gruppo hard rock statunitense Kiss, pubblicata il 15 giugno 2004 per l'etichetta discografica Mercury Records. Contiene i migliori brani del gruppo pubblicati dal 1982 (anno di uscita di Creatures of the Night), al 1989 (anno di uscita di Hot in the Shade).

## Tracce
1. Creatures of the Night
2. I Love It Loud
3. Lick It Up
4. All Hell's Breakin' Loose
5. Heaven's on Fire
6. Thrills in the Night
7. Tears Are Falling
8. Uh! All Night
9. Crazy Crazy Nights
10. Reason to Live
11. Hide Your Heart
12. Forever

## Formazione
- Gene Simmons: basso, voce
- Paul Stanley: chitarra ritmica, voce
- Eric Carr: batteria, voce
- Vinnie Vincent: chitarra solista dalla traccia 1 alla traccia 4
- Mark St. John: chitarra solista nelle tracce 5 e 6
- Bruce Kulick: chitarra solista dalla traccia 6 alla traccia 12